# 普雷圣若望堂
44°24′56″N 8°55′20″E / 44.41556°N 8.92222°E

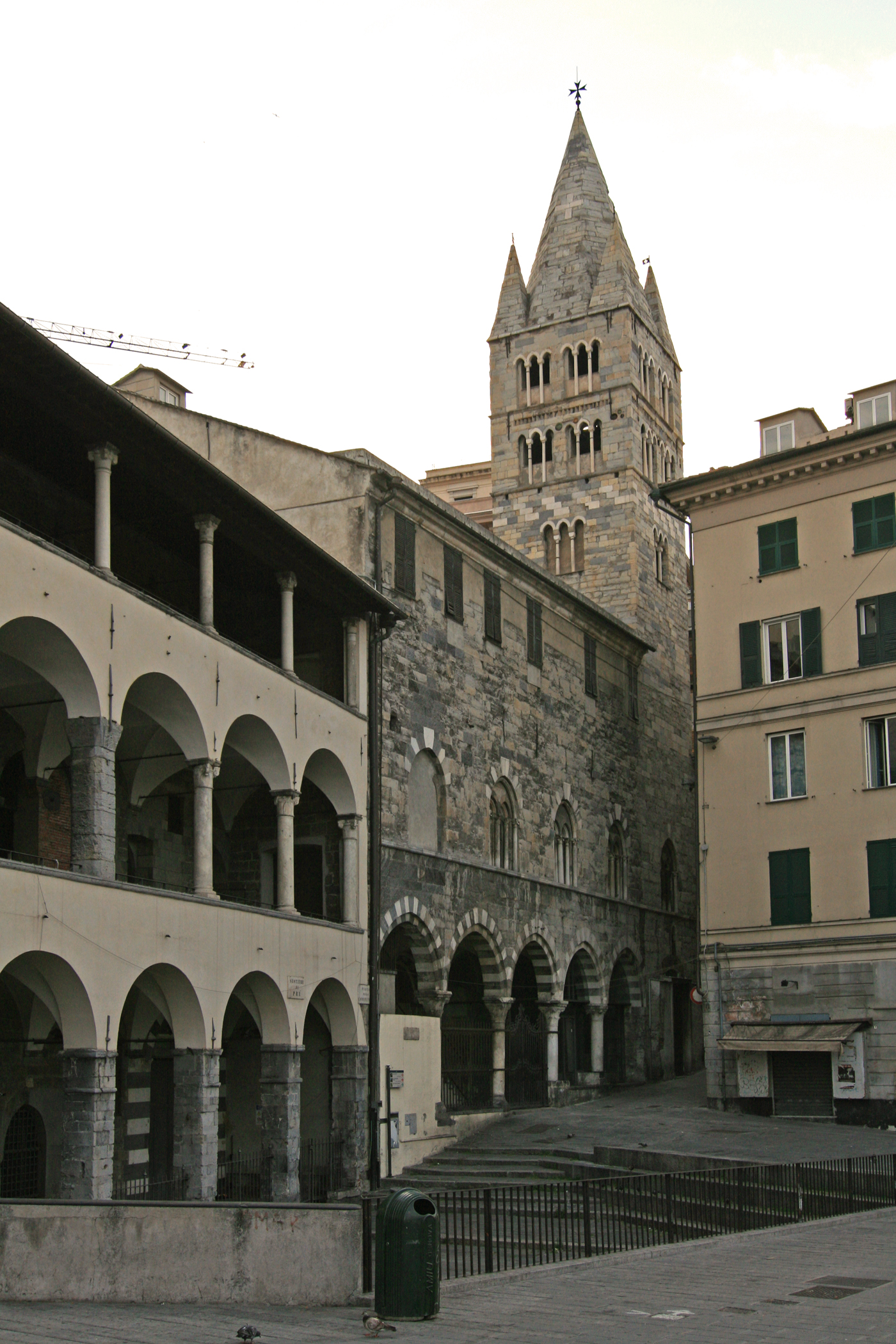

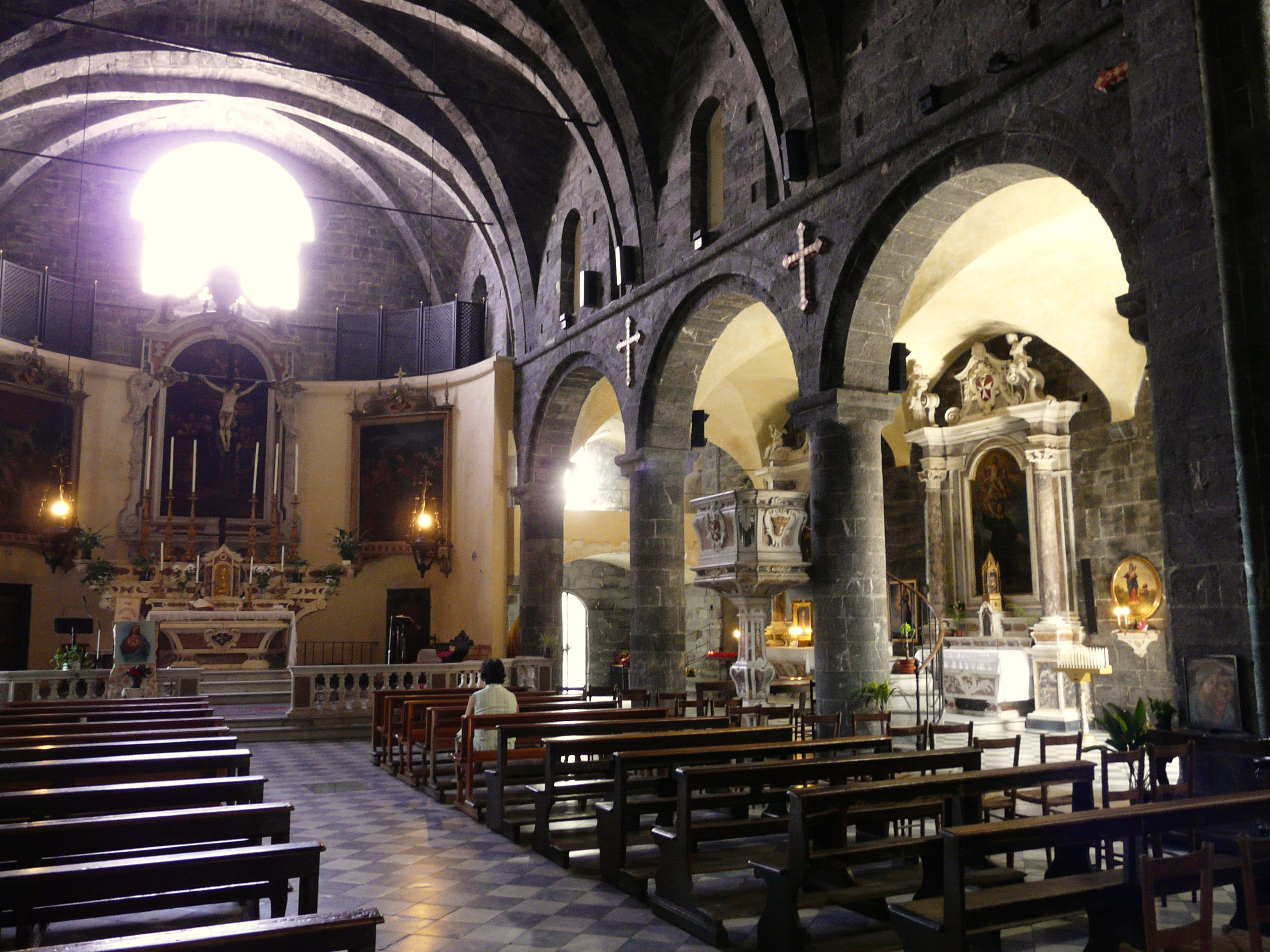
内部

普雷圣若望堂建筑群（Commenda di San Giovanni di Pré）是一座罗马天主教教堂，位于意大利热那亚普雷区Commenda广场，靠近热那亚王子广场火车站。始建于1180年。
建筑群包括两座相互重叠的罗曼式教堂。三层修道院建筑，在中世纪兼有朝圣地和医院的双重功能。修道院和下教堂现在开设展览，而上教堂供奉圣若望，仍然是一个礼拜的地方，属于热那亚教区。

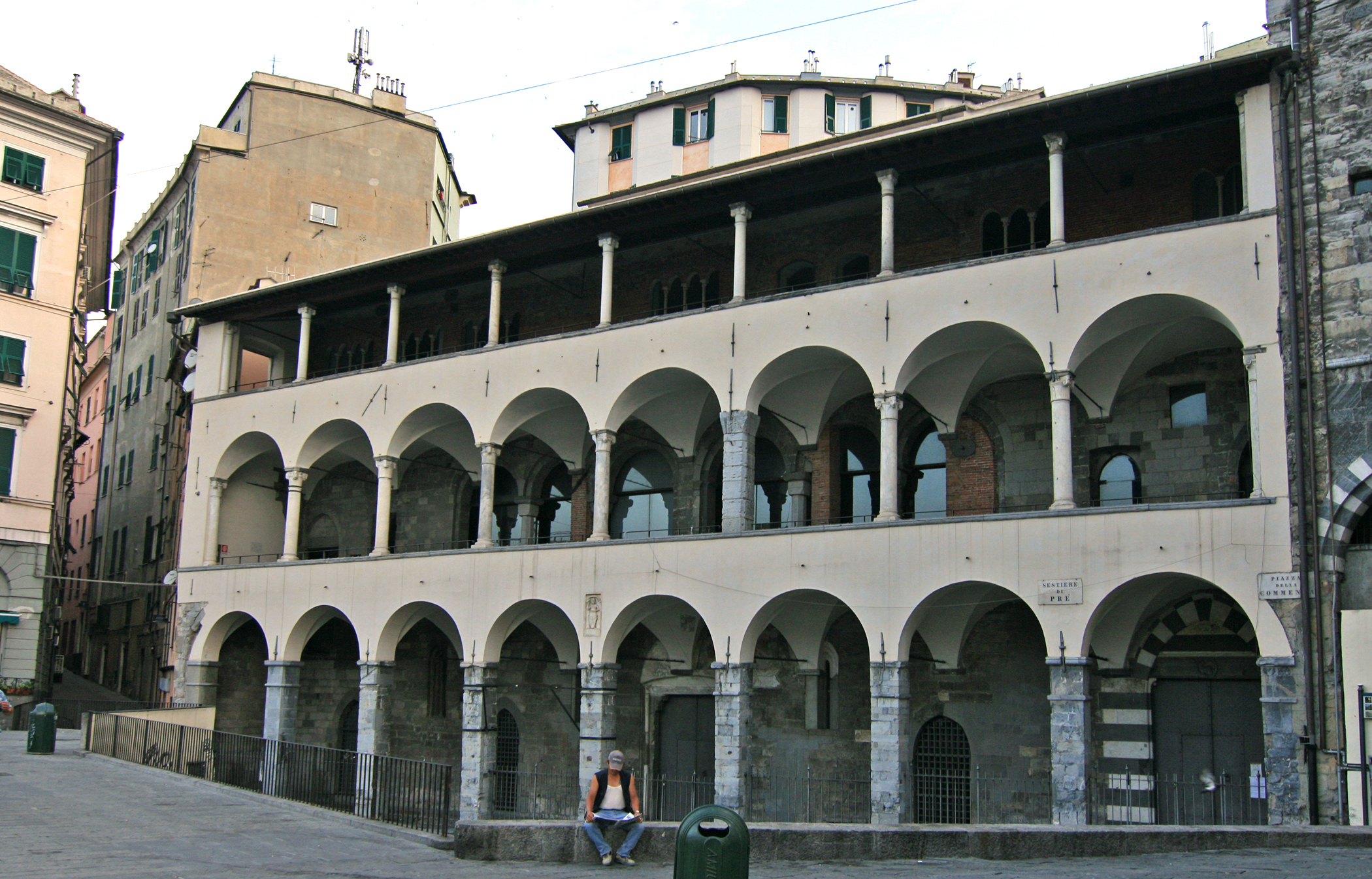
凉廊

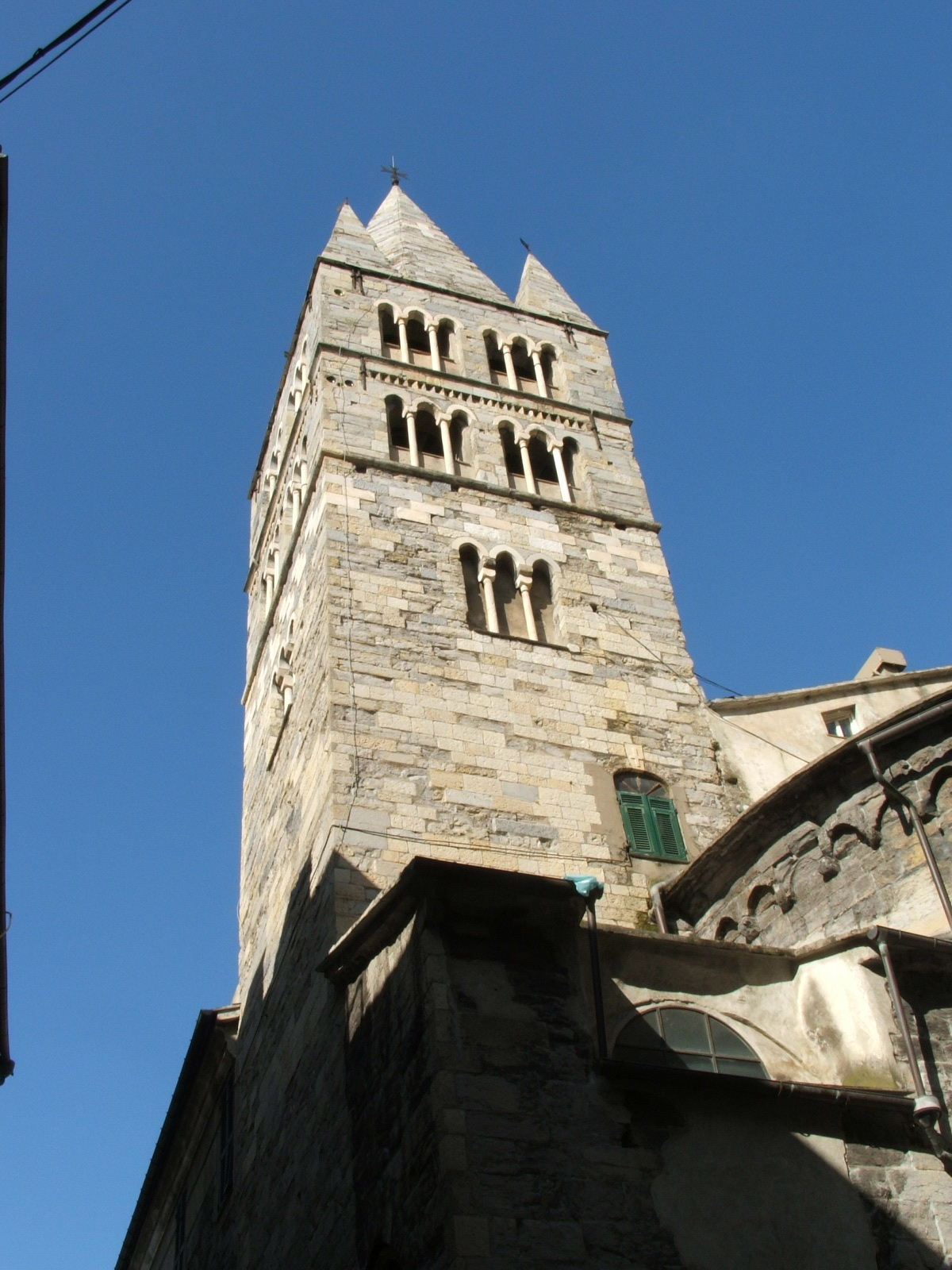
钟楼